# 13 Kilmoluaig
Unter der Adresse 13 Kilmoluaig auf der schottischen Hebrideninsel Tiree befindet sich ein inseltypisches Wohnhaus. Es liegt in der kleinen Streusiedlung Kilmoluaig im Nordwesten der Insel. 1981 wurde das Gebäude in die schottischen Denkmallisten in der höchsten Kategorie A aufgenommen.

## Beschreibung
Der exakte Bauzeitpunkt von 13 Kilmoluaig ist nicht verzeichnet, sodass nur das frühe 19. Jahrhundert als Bauzeitraum angegeben werden kann. Das einstöckige Haus ist im traditionellen Stil der Hebriden gebaut. Das Anwesen besteht aus einem Wohnhaus mit beidseitig angeschlossenen Scheunen und Ställen. Das gedrungen wirkende Haus besteht im Wesentlichen aus einem massiven Trockenmauerwerk, das teilweise mit Mörtel verfugt und an der Vorderfront teils gekalkt ist. Das zentrale Wohngebäude schließt mit einem reetgedeckten Walmdach ab. Die nördliche Scheune besitzt ein modernes, mit Dachpappe bedecktes Dach. Das südliche der drei Gebäude ist heute nur noch als Ruine erhalten.